# 서머 비실
서머 비실(Summer Bishil, 1990년 8월 10일 ~ )은 미국의 배우이다.

## 출연 작품
- 언더 더 실버레이크 (2018)
- 더 매지션스 (2016)
- 디스트럭션: 라스베가스 최후의 날 (2013)
- 립 서비스 (2013)
- 무즈-럼 (2010)
- 퍼브릭 리레이션스 (2010)
- 크로싱 오버 (2009)
- 가져선 안될 비밀 (2007)
- 리턴 투 할로윈타운 (2006, Return to Halloweentown)